# Club Boca Juniors de Cali
Il Club Boca Juniors de Cali fu una squadra di calcio colombiana che rappresentò la città di Cali dal 1937 fino al suo scioglimento avvenuto nel 1957. Sin dall'inizio adottò come uniforme di gioco una maglia identica a quella del Boca Juniors di Buenos Aires.
Il Boca Juniors de Cali fu una delle squadre protagoniste della cosiddetta epoca d'oro ("el dorado") del calcio colombiano. Le sue maggiori rivalità furono con i Millonarios di Bogotà e con i concittadini dell'América de Cali e del Deportivo Cali.

## Storia
Fu fondato il 25 settembre 1937 in casa di Miguel Martínez e giocò la sua prima partita contro il Yumbo. Nel 1938 vinse il campionato della Valle del Cauca, battendo l'América de Cali per 5-0.
La sua prima partecipazione nel Campionato di calcio colombiano avvenne nell'anno 1949, torneo che concluse in ottava posizione; l'anno seguente raggiunse il settimo posto e nelle due sue seguenti partecipazioni riuscì ad ottenere una posizione finale di prestigio diventando vicecampione del torneo nazionale del 1951 e del 1952, in entrambe le occasioni giungendo alle spalle dei Millonarios di Bogotà. L'anno successivo disputò ancora un ottimo torneo raggiungendo il terzo posto finale, successivamente si classificò sesta nel torneo del 1954 e quinta nel 1955. Nel 1956 raggiunse ancora una volta il podio finale occupando il terzo posto alla conclusione del torneo. La sua ultima partecipazione avvenne nel 1957 quando, dopo aver disputato un'ottima prima fase del torneo, non si qualificò per la finale valida per il titolo.
Inoltre, fu due volte campione della Copa Colombia nelle edizioni del 1951 e del 1952, mentre nell'edizione del 1953 fu vicecampione, sconfitta in finale dai Millonarios.

## La rinascita
Nel 1986 la società fu rifondata dal presidente Hernando Ángel Montaño che la trasformò in una scuola calcio giovanile. Attualmente la formazione giovanile partecipa a campionati e tornei di categoria.

## Palmarès

### Competizioni nazionali
- Copa Colombia: 2

1950-1951, 1951-1952

### Altri piazzamenti
- Campionato colombiano:

Secondo posto: 1951, 1952
Terzo posto: 1953, 1956
- Copa Colombia:

Finalista: 1952-1953